# Liste der Stolpersteine in Havixbeck
Die Liste der Stolpersteine in Havixbeck enthält alle Stolpersteine, die im Rahmen des gleichnamigen Kunst-Projekts von Gunter Demnig in Havixbeck verlegt wurden. Mit ihnen soll an Opfer des Nationalsozialismus erinnert werden, die in Havixbeck lebten und wirkten.

## Verlegte Stolpersteine
| Adresse          | Verlege- datum | Person, Inschrift                                                                                          | Bild | Anmerkung |
| ---------------- | -------------- | --- | ---- | --------- |
| Bergstraße 5 ·   | 5. Feb. 2007   | Hier wohnte Elisabeth Eichwald Jg. 1896 deportiert ermordet 8.1.1945 KZ Stutthof                           |      |           |
| Bergstraße 5 ·   | 5. Feb. 2007   | Hier wohnte Pia Eichwald Jg. 1889 deportiert 1941 ermordet in Riga                                         |      |           |
| Hauptstraße 65 · | 5. Feb. 2007   | Hier wohnte Sybilla Schmitz Jg. 1864 deportiert 1942 ermordet in Minsk                                     |      |           |
| Hauptstraße 73 · | 5. Feb. 2007   | Hier wohnte Berta Gerson geb. Examus Jg. 1874 deportiert 1942 Theresienstadt Auschwitz ermordet 22.10.1942 |      |           |
| Hauptstraße 73 · | 5. Feb. 2007   | Hier wohnte Fritz Gerson Jg. 1869 deportiert 1942 Theresienstadt Auschwitz ermordet 4.4.1943               |      |           |
| Hauptstraße 73 · | 5. Feb. 2007   | Hier wohnte Kurt Gerson Jg. 1908 deportiert 1941 Riga ermordet 1944                                        |      |           |
| Hauptstraße 73 · | 5. Feb. 2007   | Hier wohnte Yvonne Gerson Jg. 1938 deportiert 1942 Theresienstadt ermordet Okt. 1944 in Auschwitz          |      |           |